# Phœbus de Châteaupers
Phœbus de Châteaupers est un personnage du roman de Victor Hugo Notre-Dame de Paris.

## Caractéristiques et biographie de fiction
Capitaine de la garde, volage et séducteur, il est attiré physiquement par Esmeralda, une jeune gitane, alors qu'il la sauve. 
Malgré la jalousie de sa fiancée Fleur-de-Lys, le fougueux capitaine entraîne l'adolescente dans un hôtel borgne. En échange d'argent, il permet à Claude Frollo, archidiacre de Notre-Dame de Paris d'observer leurs ébats, caché dans un réduit attenant à la chambre. Celui-ci devenu fou de jalousie en voyant Phœbus entamer un rapport charnel avec Esmeralda, sort de sa cachette et le poignarde. L'adolescente est accusée du meurtre et de sorcellerie. 
Laissé pour mort, Phœbus se remettra toutefois de ses blessures mais Fleur-de-Lys exige l'exécution d'Esmeralda afin de lui accorder son pardon. Phœbus accepte alors de ne pas réapparaître immédiatement et Esmeralda sera finalement pendue. 
Pardonné, il peut enfin se marier avec Fleur-de-Lys, mais la fin du roman sous-entend que cette union n'est pas heureuse (« Phœbus de Châteaupers aussi, fit une fin tragique : il se maria »).

## Adaptations
- Le capitaine Phœbus apparaît dans le dessin animé Le Bossu de Notre-Dame, où il tient un rôle beaucoup plus héroïque que dans le roman.
- Il est interprété par Patrick Fiori dans la comédie musicale Notre-Dame de Paris.
- Il est interprété par Vincent Elbaz  dans le film Quasimodo d'El Paris.